# Хеллер, Джозеф
Джозеф Хеллер (англ. Joseph Heller, 1 мая 1923, Нью-Йорк, США — 13 декабря 1999, Нью-Йорк, США) — американский прозаик-романист. Российскому читателю Хеллер известен в основном своим сатирическим антивоенным романом с элементами литературы абсурда «Уловка-22» (англ. Catch-22). Хеллер является автором нескольких известных романов — «Что-то случилось» (Something Happened, 1974), «Чистое золото» (Good as Gold, 1979), «Господу ведомо» (God Knows, 1984), «Вообрази себе картину» (Picture This, 1988), «Это не шутка» (No Laughing Matter, 1986), «Портрет художника в старости» (Portrait of an Artist as an Old Man, 2000 — издан посмертно, см. также роман Джеймса Джойса «Портрет художника в юности» — роман Хеллера и по названию, и по смыслу является антагонистом работы Джойса).

## Биография
Джозеф Хеллер родился в Бруклине, в бедной еврейской семье российского происхождения, писать начал уже в детстве. Закончив в 1941 году школу им. Авраама Линкольна, Хеллер в течение года перепробовал несколько работ — помощника кузнеца, курьера, клерка, — после чего в 1942 году (в возрасте 19 лет) вступил в ряды американских ВВС. Через два года он был отправлен в Италию, где осуществил 60 боевых вылетов на бомбардировщике B-25.
В 1949 году получил степень магистра искусств в Колумбийском университете. В 1949—1950 годы вёл научную работу в Оксфорде по программе стипендий Фулбрайта. Преподавал в университете штата Пенсильвания (1950—1952), писал рекламные тексты для журналов «Тайм» (1952—1956) и «Лук» (1956—1958), был агентом по рекламе журнала «Макколс». В 1961 году оставил эту работу, чтобы вести творческие семинары по прозе и драматургии в Йельском университете и университете штата Пенсильвания. Первые его рассказы появились в «Атлантик мансли» и «Эсквайре» ещё в студенческие годы.
В 1953 году приступил к работе над романом «Уловка-22». Книга положила начало экспериментам в жанре антивоенного романа, предварив такие произведения, как «Радуга тяготения» Томаса Пинчона и «Бойня номер пять, или Крестовый поход детей» Курта Воннегута, с которым Хеллер дружил с 1968 года. В роли злодеев у Хеллера выступают не немцы или японцы, а высокопоставленные американские военные — политические воротилы, наживающиеся на войне, и садисты, которые получают наслаждение от насилия, часто абсурдное. Роман был экранизирован Майком Николсом в 1970 году. Выражение «уловка-22» вошло в лексикон американцев, обозначая всякое затруднительное положение, нарицательным стало и имя героя. В 1994 году вышло продолжение романа под названием «Лавочка закрывается» (Closing Time). Действие происходит спустя 50 лет после войны, в числе главных персонажей несколько новых, но действуют и старые — Йоссариан (Йосарян) и некоторые другие.
Хеллеру принадлежат также романы «Что-то случилось» (Something Happened, 1974), «Чистое золото» (Good as Gold, 1979), «Господу ведомо» (God Knows, 1984) и «Вообрази себе картину» (Picture This, 1988). Хеллер написал также пьесу «Мы бомбили Нью-Хейвен» (We Bombed in New Haven, 1969), выдержавшую 86 представлений на Бродвее. Книга «Это не шутка» (No Laughing Matter, 1986), написанная со Спидом Фогелем, рассказывает о борьбе Хеллера с редким недугом, приводящим к параличу. В другой своей автобиографической книге «Время от времени» (Now and Then, 1998) он возвращается в места своего детства, в бруклинский парк аттракционов Кони-Айленд 1920—1930-х годов. Последний роман «Портрет художника в старости» (Portrait of An Artist As An Old Man), опубликованный посмертно в 2000 году, рассказывает о популярном писателе, ищущем вдохновения для нового романа.
Умер Хеллер от инфаркта в своём доме в Ист-Хамптоне на Лонг-Айленде 13 декабря 1999 года.

### Рассказы
- Поправка за поправкой (Catch As Catch Can: The Collected Stories and Other Writings) (2003)

### Автобиографии
- Это не шутка (No Laughing Matter) (1986)
- Время от времени (Now And Then) (1998)

### Романы
- Уловка-22 (1961)
- Что-то случилось[англ.] (1974)
- Чистое золото[англ.] (1979)
- Видит Бог[англ.] (1984)
- Вообрази себе картину (1988)
- Лавочка закрывается (1994)
- Портрет художника в старости[англ.] (2000)

### Пьесы
- Мы бомбили Нью-Хейвен (We Bombed in New Haven) (1967)
- Catch-22 (1973)
- Clevinger’s Trial (1973)

### Сценарии
- Секс и незамужняя девушка (Sex and the Single Girl) (1964)
- Казино «Рояль» (Casino Royale) (1967) (в титрах не указан)
- Грязный Дингус Маги (Dirty Dingus Magee) (1970)